# Мани, Хадизату
Хадизату Мани (род. 1984, Тахуа) — нигерская правозащитница, которая добилась в суде освобождения от рабства.

## Биография
Мани родилась в 1984 году в Нигере. В двенадцать лет она за 500 долларов была продана в рабство. Рабство в Нигере незаконно, но только с 2003 года, и встречается до сих пор. Её заставили работать и родить хозяину троих детей. Он утверждал, что она была его женой, а не рабыней, и обвинил её в двоеженстве, когда она вышла замуж за другого мужчину. Мани отправили в тюрьму на шесть месяцев, но позволили подать апелляцию.
Мани добилась в суде отмены приговора и 20 000 долларов в качестве компенсации за ущерб. Также она получила Международную женскую премию за отвагу 2009 года. Она была в списке 100 самых влиятельных людей мира по версии журнала Time за 2009 год, а в декабре 2022 года была отмечена как одна из 100 женщин BBC.